# Ticua
Ticua is een geslacht van wantsen uit de familie van de Miridae (Blindwantsen). Het geslacht werd voor het eerst wetenschappelijk beschreven door Wyniger in 2012.

## Soorten
Het genus is monotypisch en bevat alleen de volgende soort:

- Ticua granulata (Knight, 1930)